# Cyclanthera oligoechinata
Cyclanthera oligoechinata är en gurkväxtart som beskrevs av L.F.P.Lima och Pozner. Cyclanthera oligoechinata ingår i släktet springgurkor, och familjen gurkväxter. Inga underarter finns listade i Catalogue of Life.